# بطولة العالم للعدو الريفي 2019
 تم استضافة بطولة العالم للعدو الريفي 2019 في 30 مارس 2019 في مدينة آرهوس في الدنمارك، وكانت الدورة 43 للبطولة.

## الجدول
| التاريخ | الوقت ( CET ) | أحداث               |
| ------- | ------------- | ------------------- |
| 30 مارس | 11:00         | تتابع مختلط         |
| 30 مارس | 11:35         | سباق ناشئات         |
| 30 مارس | 00:10         | سباق ناشئين         |
| 30 مارس | 13:00         | سباق الكبار للسيدات |
| 30 مارس | 14:00         | سباق الكبار للرجال  |

## جدول الميداليات
*   البلد المضيف (مضيف)
| المرتبة | فريق    | ذهبية | فضية | برونزية | المجموع |
| ------- | ------- | ----- | ---- | ------- | ------- |
| 1       | إثيوبيا | 5     | 3    | 3       | 11      |
| 2       | كينيا   | 2     | 3    | 3       | 8       |
| 3       | أوغندا  | 2     | 2    | 2       | 6       |
| 4       | المغرب  | 0     | 1    | 0       | 1       |
| 5       | اليابان | 0     | 0    | 1       | 1       |
| المجموع | المجموع | 9     | 9    | 9       | 27      |

## المشاركون
شارك 520 رياضيا من 63 دولة: 
- الجزائر (8)
- الأرجنتين (2)
- Athlete Refugee Team (2)
- أستراليا (23)
- البحرين (10)
- بوتسوانا (5)
- البرازيل (8)
- بوروندي (7)
- كندا (28)
- تشيلي (2)
- الصين (14)
- كولومبيا (2)
- جمهورية التشيك (1)
- الدنمارك (28)
- مصر (2)
- السلفادور (2)
- إرتريا (16)
- إثيوبيا (28)
- فرنسا (16)
- ألمانيا (1)
- غانا (1)
- بريطانيا العظمى (24)
- هونغ كونغ (2)
- الهند (2)
- جمهورية أيرلندا (6)
- إيطاليا (2)
- اليابان (22)
- كازاخستان (3)
- كينيا (27)
- قرغيزستان (1)
- لاتفيا (2)
- لبنان (15)
- ليبيا (1)
- لوكسمبورغ (2)
- مالطا (2)
- موريشيوس (1)
- المغرب (15)
- ناميبيا (2)
- نيوزيلندا (16)
- النيجر (1)
- النرويج (1)
- فلسطين (1)
- بيرو (15)
- بولندا (4)
- البرتغال (1)
- رومانيا (2)
- رواندا (4)
- سيشل (2)
- سيراليون (4)
- الصومال (1)
- جنوب إفريقيا (21)
- إسبانيا (24)
- السودان (1)
- السويد (3)
- سويسرا (1)
- تنزانيا (16)
- تركيا (1)
- أوغندا (27)
- أوكرانيا (4)
- الولايات المتحدة (28)
- الأوروغواي (2)
- زامبيا (3)
- زيمبابوي (2)

## روابط خارجية
- الموقع الرسمي
- موقع مسابقة IAAF